# Bandad giftfjällskivling
Bandad giftfjällskivling (Lepiota brunneoincarnata), äldre namn rödbrun giftfjällskivling, är en mycket giftig skivling som växer på öppen mark.

## Beskrivning
Arten känns igen på att den har en brun, 2 till 3,5 cm lång fot med en ring, samt en brunröd till mörkbrun hatt med fria skivor som är 3–4 cm bred.

## Utbredning
Utbredningsområdet sträcker sig från Storbritannien och Sverige i norr till Iberiska halvön i söder, samt österut till Centralasien.
Arten är reproducerande i Sverige, med enstaka fynd i södra och mellersta landet upp till Falun. Artdatabanken klassificerar den som livskraftig (LC).
Arten har inte observerats i Finland, men har samma trivialnamn där som i Sverige.